# Milena Duchková

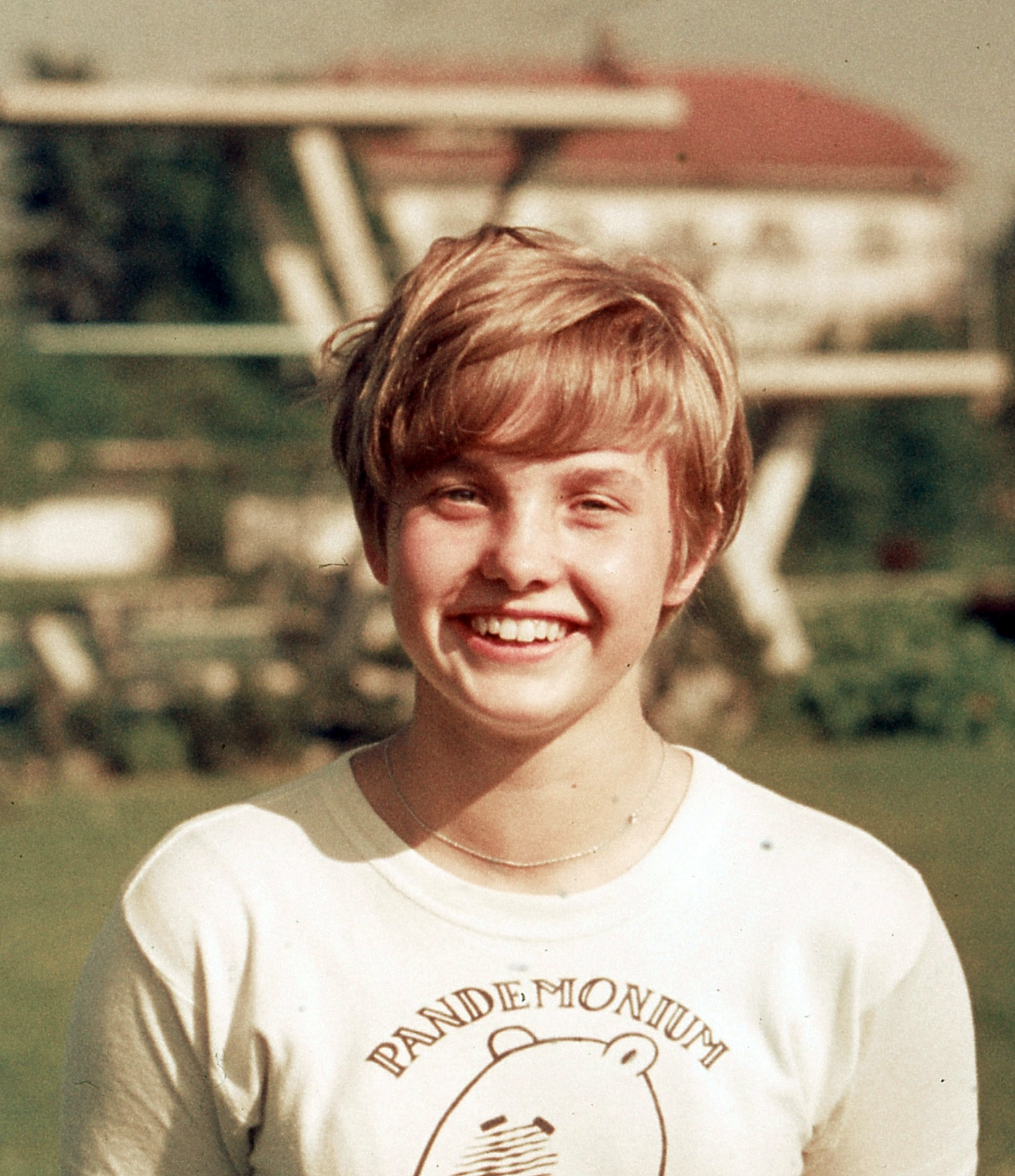
Milena Duchková 1970

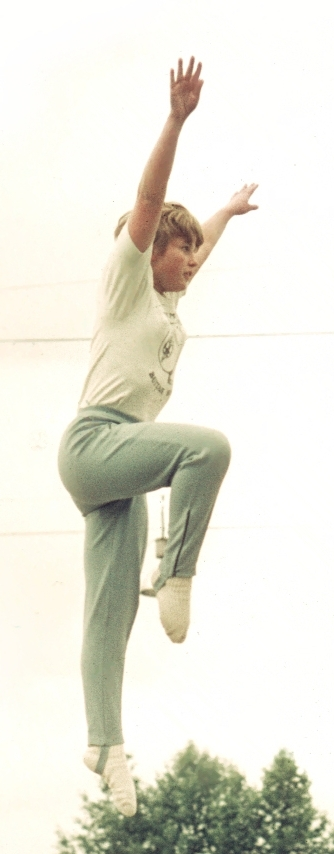
Training des Aufsatzsprungs (1970)

Milena Duchková (* 25. April 1952 in Prag) ist eine tschechische Wassersprungtrainerin und war eine tschechoslowakische Turmspringerin und Olympiasiegerin.

## Biographie
Trotz ihrer Größe von nur 1,57 Meter (wegen der sie in der damaligen Tschechoslowakei beinahe nicht zum Turmspringen zugelassen worden wäre), wurde sie zu einer der erfolgreichsten Wassersportlerinnen ihres Landes. 1972 wurde sie mit dem tschechischen President’s Award of Distinction geehrt. 1976 absolvierte sie ihren letzten Wettkampf bei den Olympischen Spielen in Montreal. Später war sie Mitglied des NOK der Tschechoslowakei, von 1978 bis 1979 offizielle Ärztin, von 1978 bis 1980 Trainerin der tschechischen Nationalmannschaft im Wasserspringen.
Milena spricht fließend Deutsch und fünf weitere Sprachen. Trotz der hohen Anforderungen im Sport studierte sie in Prag Sport, später Medizin mit Schwerpunkt Zahnchirurgie. Ihren Doktortitel erwarb sie 1977.
1980 wanderte sie nach Kanada aus und kehrte dem kommunistischen Regime in der Tschechoslowakei den Rücken zu. Erster Lebensort in der Immigration war Montreal. Sie wurde Chef-Trainerin der Wasserspringer in Neufundland und beriet zudem die kanadische Nationalmannschaft.
Im Jahr 1983 wurde sie in die Ruhmeshalle des internationalen Schwimmsports aufgenommen.
Da das Studium in Kanada nicht anerkannt wurde, studierte Milena Zahnmedizin an der University of Manitoba und absolvierte das Pensum in zwei statt in regulär vier Jahren. Sie trainierte den Pan Am Diving Club in Winnipeg. Seit 1983 lebt sie mit Peter Neveklovský zusammen, einem Volleyball-Trainer.
1989 zogen sie nach Vancouver wo Milena eine private Zahnarztpraxis eröffnete. Sie hat drei Kinder, die im Tennis-Sport erfolgreich sind.

## Größte sportliche Erfolge
Im Alter von 16 Jahren gewann sie auf Anhieb die Goldmedaille auf der Olympiade in Mexiko:

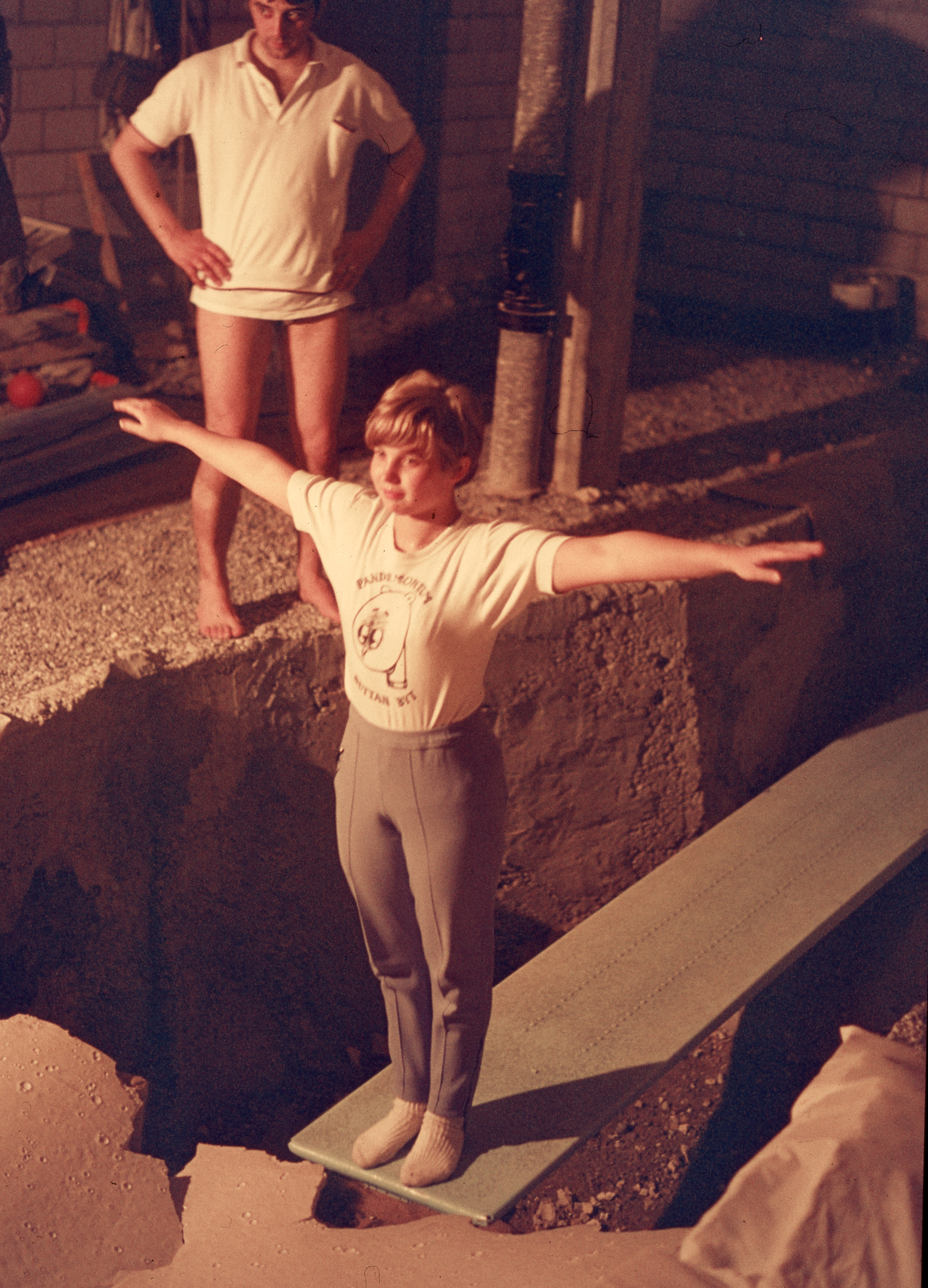
Training in der Sprunggrube

| 1. Platz | Olympische Sommerspiele 1968 in Mexiko         | 109,59 Punkte |
| 1. Platz | Schwimmeuropameisterschaften 1970 in Barcelona | 336,33 Punkte |
| 1. Platz | V. Europokal 1971 in London                    | 343,0 Punkte  |
| 2. Platz | Olympische Sommerspiele 1972 in München        | 370,92 Punkte |
| 2. Platz | Schwimmweltmeisterschaften 1973 in Belgrad     |               |